# انتفاضة بوتان (1877-1878)
انتفاضة بوتان (1877-1878) او الانتفاضة الثانية لآل بدرخان هي انتفاضة عملها إثنان من أبناء بدرخان، حسين باشا و عثمان باشا، في أثناء الحرب الروسية العثمانية (1877–1878)، انتهت بالقمع العثماني للانتفاضة بسهولة بمساعدة من السريان (الآشوريين) الذي كان يقودهم حنا من عائلة سفر الملكية التي كانت موالية للعثمانيين، الذين كان يبلغ من العمر آنذاك 18 عاما، حيث كرم عبد الحميد الثاني حنا سفر بلقب الباشا مما جعله اول آشوري يلقب بلقب الباشا، وايضا كرمه بسيف.

## الخلفية
بعد السيطرة على بدرخان، حارب أمراء حرب أكراد آخرون لشغل منصبه، لكن معظمهم نادرًا ما احتفظوا بالسلطة لفترات طويلة وكانت المناطق التي سيطروا عليها صغيرة في العادة. تطوّر الجيش العثماني واستطاع هزيمة القوات الكردية في معركة ضارية. كان من بين المنافسين على القيادة الكردية يزدان شير، الذي غزا طور عابدين ذات الأغلبية المسيحية آنذاك عام 1855. يصف تاريخ عائلي آشوري هذه الغزوات بنفس المصطلحات تقريبًا مثل ويغرام، الذي يقول:
قتل رجال القبائل الكردية الشعب السرياني واستعبدوه بوحشية، مما جعلهم بلا مأوى واغتصبوا ممتلكاتهم ودمروا منازلهم.
أحرق الغزاة المحاصيل الخضراء واليابسه، وهدموا المنازل واختطفوا النساء والأطفال. حاول الآشوريون الدفاع عن أنفسهم، لكنهم هُزموا واستمرت قبائل بوتان في تخريب طور عابدين لمدة ثلاثين عامًا تقريبًا.

## الانتفاضة
حسين باشا قبل أن يبلغ العشرين من عمره، انضم إلى الحرب العثمانية الروسية عام 1877 مع 3800 فدائي كردي جمعهم من منطقة أضنة.
خسر معظم هؤلاء الفدائيين خلال الحرب، وأصيب هو أيضًا بجراح أفقدته السمع في أذنيه، وظل يعاني من آثار ذلك لسنوات. لاحقًا، ندم على هذا التفاني الذي قدمه باسم الدولة العثمانية. وبعد أن تعافى جزئيًا، ذهب في خريف عام 1878 مع شقيقه عثمان باشا إلى منطقة بوطان وأطلقا تمردًا ضد الدولة العثمانية. وقد سُمّي هذا التمرد "الانتفاضة الثانية لآل بدرخان". شارك العديد من العشائر الكردية في التمرد، وخاصة سكان جزيرة (جزيرة ابن عمر) والمناطق المحيطة بها.
وشاركت في التمرد عشائر مثل الرشكتان والموتكان وسيلفان (سيلفي). تولى عثمان بك قيادة منطقة جزيرة ابن عمر والمناطق المحيطة بها، بينما تولّى هو قيادة الجبهة الشمالية؛ وانتشرت الانتفاضة باتجاه بيتليس وفان، وفي الجبهة الجنوبية وصلت إلى حكاري وزاخو وماردين ونصيبين. بينما كانت الدولة العثمانية تحاول التفاوض معه من جهة، أرسلت من جهة أخرى 17 كتيبة نظامية من أرضروم، أرضنجان، دياربكر وسعرت، بقيادة المشير محمد زكي باشا، للتدخل في التمرد. سيطروا ما يقارب مدة ثمانية أشهر إلى تسع اشهر ومع ذلك، لم يواجه العثمانيون صعوبة في قمع هذا التمرد المحلي. فشلت جهود أبناء الأمير بدر خان بسبب الانقسامات القبلية، ومعارضة بعض القبائل لسيطرة عائلة بدرخان، والخوف من رد فعل عنيف من النظام العثماني.
أرسل العثمانيون بحري، شقيق حسين كنان وعثمان، لإقناع شقيقيه بالاستسلام والعودة إلى إسطنبول. وعند عودتهما، سُجن حسين كنان وعثمان لفترة قصيرة، ثم أُطلق سراحهما بشرط عدم مغادرة إسطنبول.

## المشاركة الآشورية في الانتفاضة
قدّم آشوريو طور عابدين للقوات العثمانية دعمًا تكتيكيًا ومتطوعين. أرسلت الحكومة جيشًا بقيادة الجنرال شوكت بك، وسعى للحصول على دعم محلي من غير المسلمين، وحصل عليه. ولعل هذه كانت المرة الأولى التي يدعم فيها غير المسلمين سياسة الحكومة المركزية ضد القبائل الكردية. فقد زودوا الجيش بالمحاربين والكشافة والمستشارين، الذين أثبتوا أنهم مورد أساسي. وأحضر العثمانيون المدافع والأسلحة الثقيلة. بعد هزيمة الأكراد، كافأ السلطان عبد الحميد الثاني عائلة سفر الآشورية الرائدة في مديات بلقب باشا فخريًا لولائهم. وكان حنا، الابن الصغير لعائلة سفر، من القلائل الذين يجيدون اللغة التركية العثمانية، مستشارًا للجنرال العثماني، وتم تلقيبه بلقب الباشا واعطي سيفا من قبل السلطان عبد الحميد الثاني.

## معرض الصور
حسين باشا، ابن بدرخان بك.حنا سفر باشا مع ولديه عبدالعزيز وعبد المسيح في مديات.